# Římskokatolická farnost Miličín
Římskokatolická farnost Miličín je územním společenstvím římských katolíků v rámci táborského vikariátu Českobudějovické diecéze.

## O farnosti

### Historie
Plebánie v Miličíně existovala již ve 14. století. V roce 1417 je jako místní duchovní správce uváděn Heřman, světící biskup pražský, který byl v uvedeném roce donucen vzdát se výkonu biskupské služby. působil pak v Miličíně jako duchovní správce (používal titul děkana). V roce 1420 se před expandujícími husity z Tábora uchýlil na hrad Příběnice. Husité nicméně ještě téhož roku Příběnice dobyli a biskupa Heřmana posléze zabili (zřejmě jej utopili). Miličínská farnost nicméně prošla dějinnými zvraty a nikdy nezanikla. Městečko se slibně rozvíjelo až do druhé půle 19. století, kdy se mu vyhnula železnice a místní obyvatelé se přeorientovali více na zemědělství. Městečko tak získalo více venkovský ráz. Připomínkou dob rozvoje nicméně zůstal farní kostel Narození Panny Marie, který si navenek uchoval gotickou podobu, v interiéru však byl během 18. století velkoryse upraven.
Další významnou památkou náboženského života je vrch Kalvárie nad Miličínem s barokní poutní kaplí Utrpení Kristova a křížovou cestou.

### Duchovenstvo farnosti

#### Přehled duchovních správců
- 1417–1420 biskup Heřman (děkan)
- 1772–1794 R.D. Jan Nerad (farář)
- 1.4.1923-1.9.1961 František Krákora (od 1.5.1915 kaplanem v Miličíně)
- září 1961-září 1968 Karel Tomšů (administrátor ex currendo z Neustupova)
- září 1968-prosinec 1976 František Kropáček (administrátor ex currendo z Neustupova)
- 1977-1990 Vojtěch Ivo Kvapil († 26. června 2009), O.Cist. (administrátor ex currendo z Borotína)
- 1990-2002 Prof. ThLic. PaedDr. Martin Weis, Th.D. (administrátor ex currendo z Borotína)
- 2002-2003 P. Michal Handerek (administrátor ex currendo z Borotína)
- 2003–2009 P. Jacek Zyzak († 2022), MS (administrátor ex currendo z Mladé Vožice)
- 2009–2011 R.D. ICLic. Stanislav Brožka (administrátor ex currendo z Tábora)
- 2011 (únor–červen) R.D. Mgr. Jan Kuník (administrátor ex currendo z Chotovin)
- od r. 2011 R.D. Vladimír Koranda (administrátor ex currendo z Chotovin)

#### Kněží - rodáci z farnosti
- J.M. can. František Xaver Paleček († 16. ledna 1926), proslulý zpovědník, zvaný "český Vianney", farář v Kovářově.
- Pavel z Miličína († 2. května 1450), 37. olomoucký biskup.

### Současnost
Farnost nemá sídelního duchovního správce a je administrována ex currendo z Chotovin.
| Fotografie | Kostel                      | Místo   | Bohoslužba             | Bohoslužba                       | Poznámka     |
| ---------- | --------------------------- | ------- | ---------------------- | -------------------------------- | ------------ |
|            | Kaple                       | Lažany  | neslouží se pravidelně | neslouží se pravidelně           | obecní kaple |
|            | Kostel Narození Panny Marie | Miličín | neděle čtvrtek         | 10.00 17.00 v zimě, 18.00 v létě | farní kostel |
|            | Kaple                       | Miličín | 1x ročně (poutní).     | 1x ročně (poutní).               | poutní kaple |